# Ålagille
Ålagille är en fest då man äter olika ålrätter. Ålagillen har sin grund i de ålastämmor som hölls hos de skånska ålfiskarna, när de skulle betala prästerna sitt tionde eller ränta till markägarna.
Enligt Ålakademin kan "Ett äkta ålagille bara upplevas i en ålabod vid havet mellan Åhus och Sandhammaren. Annars är det bara ett kalas med ål." Den långa kustremsan mitt i Hanöbukten mellan Åhus och Simrishamn kallas även för Ålakusten. De långgrunda sandstränderna i kombination med den buktande kustremsan utgör förmodligen något speciellt som attraherar ålen och dess orienteringsförmåga.
Ett äkta ålagille består av minst fyra sorters ål, till exempel ålasoppa, rökt ål, stekt ål, kokt ål, halmad ål och luad ål osv, allt detta sköljs ner med hemmagjord bäsk.
Under 1960-talet utvecklades flertalet ritualer, såsom visor och lekar, kring ålagillen.
Ålagillena har också utsetts till World Class Event och brukar årligen besökas av ett 50-tal olika nationaliteter. Flera ålafiskare arrangerar ålagille från mitten av augusti till slutet av november.